# Justicia microdonta
Justicia microdonta är en akantusväxtart som beskrevs av W. W. Smith. Justicia microdonta ingår i släktet Justicia och familjen akantusväxter. Inga underarter finns listade i Catalogue of Life.